# ملولونتا
ملولونتا سرده ای از سوسک‌ها از خانواده سرگین‌چرخانان است. سوسک‌های طلایی اروپایی متعلق به این سرده هستند.

## طبقه‌بندی
لینه سوسک اروپایی را Scarabaeus melolontha نامید. اتین لوئیس جفروی از ملولونتا به عنوان نام سرده استفاده کرد (۱۷۶۲)، اما کتاب او توسط کمیسیون بین‌المللی نام‌گذاری جانورشناسی غیر علمی شناخته شد و مرجع این نام، تحقیقات بعدی (۱۷۷۵) توسط یوهان کریستین فابریسیوس است.

## گونه‌ها

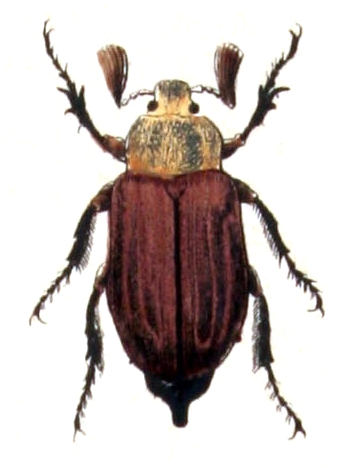
M. hippocastani

در زیر لیستی از گونه‌های موجود در جنس ملولونتا آمده‌است:
- Melolontha aceris Faldermann، 1835
- Melolontha Afflicta Ballion، 1870
- Melolontha albida Frivaldszky، 1835
- ملولونتا آنیتا ریتر، 1902
- Melolontha argus Burmeister 1855
- Melolontha bifurcata (برنسکه، 1896)
- ملولونتا چیننسیس (گورین، 1838)
- Melolontha ciliciensis Petrovitz
- ملولونتا فلابلاتا شارپ، 1876
- Melolontha frater Arrow، 1913 - اندونزی
- Melolontha fuscotestacea Kraatz، 1887
- ملولونتا گوتیگرا شارپ، 1876
- ملولونتا هیپوکاستانی فابریسیوس، 1801 - خروس جنگلی اروپا
- Melolontha incana Motschulsky، 1853
- Melolontha insulana Burmeister، 1939
- Melolontha japonica Burmeister، 1855
- ملولونتا کراتزی ریتر 1906
- ملولونتا ملولونتا (Linnaeus، 1758) - سوسک طلایی عادی اروپایی
- ملولونتا پاپوسا ایلیگر ، 1803
- Melolontha pectoralis Megerle von Mühlfeld، 1812 - سوسک طلایی بزرگ اروپایی
- ملولونتا روبیگنوزا
- Melolontha rufocrassa Fairmaire، 1889
- ملولونتا ساتسومائنیس نیجیما و کینوشیتا
- Melolontha virescens (برنسکه، 1896)